# آنا شانسلور
آنا شانسلور (بالإنجليزية: Anna Chancellor)‏ هي ممثلة بريطانية، ولدت في 27 أبريل 1965 في المملكة المتحدة.

## أعمال

### أفلام
- (1994) أربع زيجات وجنازة[8]
- (2003) حالمون[9]
- (2004) العميل كودي بانكس 2
- (2005) دليل المسافر إلى المجرة[10][11]

### مسلسلات
- كبرياء وتحامل

## وصلات خارجية
- آنا شانسلور على موقع IMDb (الإنجليزية)
- آنا شانسلور على موقع روتن توميتوز (الإنجليزية)
- آنا شانسلور على موقع قاعدة بيانات الأفلام العربية
- آنا شانسلور على موقع ألو سيني (الفرنسية)
- آنا شانسلور على موقع ميوزك برينز (الإنجليزية)
- آنا شانسلور على موقع أول موفي (الإنجليزية)
- آنا شانسلور على موقع قاعدة بيانات برودواي على الإنترنت (الإنجليزية)
- آنا شانسلور على موقع قاعدة بيانات الأفلام السويدية (السويدية)
- آنا شانسلور على موقع إن إن دي بي (الإنجليزية)
- آنا شانسلور على موقع قاعدة بيانات الفيلم (الإنجليزية)